# Franca Evangelisti
Franca Evangelisti, nota anche con lo pseudonimo di Evy Angeli (Roma, 6 aprile 1935), è una paroliera e cantante italiana.

## Biografia
Dopo aver studiato canto con il maestro Lino Benedetto, inizia la carriera come cantante, con il nome d'arte di Evy Angeli.
Nel 1959 partecipa al Festival di Lucca, dopodiché entra come cantante in alcune orchestre, tra cui il complesso jazz di Dora Musumeci, e lavora spesso negli Stati Uniti.
Alla fine degli anni '60 si ritira e si dedica all'attività di autrice di testi per l'RCA Italiana, con cui raccoglierà i maggiori successi, collaborando con molti musicisti, tra cui Piero Pintucci, Antonio Coggio, Claudio Mattone, Michele Zarrillo e Dario Baldan Bembo.
Nel 1969 scrive i testi in italiano di due canzoni di Clodagh Rodgers che la cantante irlandese incide nella nostra lingua, Come Back and Shake Me, che diventa Il cuore nella rete, e I Am a Fantasy, tradotta come Non finisce qui.
La prima affermazione risale al 1971, quando scrive Tuta blu per Domenico Modugno; sempre nello stesso anno partecipa a Un disco per l'estate 1971 con Tredici ragioni, interpretata da Marisa Sacchetto, che non arriva in finale, e vince in inverno Canzonissima con Chitarra suona più piano, scritta insieme a Marcello Marrocchi e Nicola Di Bari che la interpreta.
Partecipa al Festival di Sanremo 1973 con Ogni volta che mi pare, interpretata da Alberto Feri, che non arriva in finale; nello stesso anno scrive con Antonello Venditti Ma quale amore, portata al successo da Mia Martini.
Nel 1974 scrive con Antonello De Sanctis Libertà, cover di Take me home country road, successo di John Denver, incisa da Nicola Di Bari.
Nel 1975 scrive Stella cadente per Patty Pravo e Tu no per Mina.
Scrive molti successi per Renato Zero, da Madame a Niente trucco stasera, da Amico a Il carrozzone; con quest'ultimo brano, scritto per Gabriella Ferri (che però si rifiuta di inciderlo) vince nel 1979 la Gondola d'oro alla Mostra Internazionale di Musica Leggera di Venezia).
Nel 1982 scrive tutti i testi dell'interessante concept album Immersione di Adriano Pappalardo con la produzione di Lucio Battisti.
Torna al Festival di Sanremo nel 1987 con Pigramente signora per Patty Pravo, nel 1989 con Non finisce così per Riccardo Fogli e nel 1996 con Sottovoce per Olivia.

## Canzoni scritte da Franca Evangelisti
| Anno | Titolo                         | Autori del testo                          | Autori della musica                                            | Interpreti ed incisioni |
| ---- | ------------------------------ | ----------------------------------------- | -------------------------------------------------------------- | ----------------------- |
| 1966 | Il nido                        | Franca Evangelisti                        | Elvio Monti                                                    | Evy Angeli              |
| 1966 | Eppure è facile                | Franca Evangelisti                        | Elvio Monti                                                    | Evy Angeli              |
| 1969 | Il cuore nella rete            | Franca Evangelisti                        | Kenny Young                                                    | Clodagh Rodgers         |
| 1969 | Non finisce qui                | Franca Evangelisti                        | Kenny Young                                                    | Clodagh Rodgers         |
| 1969 | Quando sorridi tu              | Franca Evangelisti e Paolo Dossena        | Éric Charden e Jacques Monty                                   | Sylvie Vartan           |
| 1969 | Le farfalle                    | Franca Evangelisti e Paolo Dossena        | Jean Renard e Cécile Caulier                                   | Sylvie Vartan           |
| 1969 | Baby Capone                    | Franca Evangelisti e Paolo Dossena        | Roger Dumas e Jean-Jacques Debout                              | Sylvie Vartan           |
| 1969 | Due mani                       | Franca Evangelisti e Paolo Dossena        | Jean Renard e Gilles Thibault                                  | Sylvie Vartan           |
| 1969 | Alla stazione non ci vengo più | Franca Evangelisti                        | Francesco Di Marcantonio                                       | Donatella Moretti       |
| 1969 | L'amore dei vent'anni tuoi     | Franca Evangelisti                        | Ettore Ballotta                                                | Paola Torri             |
| 1970 | All'inferno insieme a te       | Franca Evangelisti e Paolo Dossena        | Claude Jerome Puterflam                                        | Patty Pravo             |
| 1971 | Tredici ragioni                | Franca Evangelisti e Franco Migliacci     | Claudio Mattone                                                | Marisa Sacchetto        |
| 1971 | Impossibile                    | Franca Evangelisti e Paolo Limiti         | Armando Manzanero                                              | Jimmy Fontana           |
| 1971 | Tuta blu                       | Franca Evangelisti                        | Domenico Modugno                                               | Domenico Modugno        |
| 1971 | Argomenti                      | Franca Evangelisti                        | Ennio Morricone                                                | Astrud Gilberto         |
| 1971 | Chitarra suona più piano       | Franca Evangelisti                        | Marcello Marrocchi e Nicola Di Bari                            | Nicola Di Bari          |
| 1972 | Chi salta il fosso             | Franca Evangelisti                        | Marcello Marrocchi e Vittorio Tariciotti                       | Loretta Goggi           |
| 1973 | Ogni volta che mi pare         | Franca Evangelisti                        | Piero Pintucci                                                 | Alberto Feri            |
| 1973 | Made in Italy                  | Franca Evangelisti                        | Jimmy Fontana                                                  | Jimmy Fontana           |
| 1973 | Ma quale amore                 | Franca Evangelisti                        | Antonello Venditti                                             | Mia Martini             |
| 1974 | Libertà                        | Franca Evangelisti e Antonello De Sanctis | John Denver                                                    | Nicola Di Bari          |
| 1975 | Stella cadente                 | Franca Evangelisti                        | Antonio Coggio e Fabio Massimo Cantini                         | Patty Pravo             |
| 1975 | Almeno io                      | Franca Evangelisti                        | L. Carr                                                        | Nancy Cuomo             |
| 1975 | Tu no                          | Franca Evangelisti                        | Antonio Coggio e Fabio Massimo Cantini                         | Mina                    |
| 1975 | Giorno e notte                 | Franca Evangelisti e Vittorio Tariciotti  | Marcello Marrocchi                                             | Ricchi e Poveri         |
| 1976 | Madame                         | Franca Evangelisti e Renato Zero          | Renato Zero e Piero Pintucci                                   | Renato Zero             |
| 1977 | Vivo                           | Franca Evangelisti                        | Renato Zero e Gianni Wright                                    | Renato Zero             |
| 1978 | Io uguale io                   | Franca Evangelisti                        | Renato Zero                                                    | Renato Zero             |
| 1978 | La favola mia                  | Franca Evangelisti                        | Renato Zero, Piero Montanari, Roberto Conrado e Piero Pintucci | Renato Zero             |
| 1978 | Sogni di latta                 | Franca Evangelisti                        | Piero Pintucci e Renato Zero                                   | Renato Zero             |
| 1978 | Sesso o esse                   | Franca Evangelisti e Renato Zero          | Michele Zarrillo e Renato Zero                                 | Renato Zero             |
| 1979 | Il carrozzone                  | Franca Evangelisti                        | Piero Pintucci                                                 | Renato Zero             |
| 1979 | Baratto                        | Franca Evangelisti e Renato Zero          | Caviri e Renato Zero                                           | Renato Zero             |
| 1979 | Periferia                      | Franca Evangelisti e Renato Zero          | Piero Pintucci e Renato Zero                                   | Renato Zero             |
| 1979 | Arrendermi mai                 | Franca Evangelisti e Renato Zero          | Piero Pintucci e Renato Zero                                   | Renato Zero             |
| 1980 | Amico                          | Franca Evangelisti e Renato Zero          | Dario Baldan Bembo                                             | Renato Zero             |
| 1980 | Niente trucco stasera          | Franca Evangelisti                        | Roberto Conrado e Renato Zero                                  | Renato Zero             |
| 1981 | Trider G7                      | Franca Evangelisti                        | Franco Micalizzi                                               | Superobots              |
| 1981 | UFO Diapolon                   | Franca Evangelisti                        | Franco Micalizzi                                               | Superobots              |
| 1981 | L'oriente di Marco Polo        | Franca Evangelisti                        | Stelvio Cipriani                                               | Oliver Onions           |
| 1981 | Chi più chi meno               | Franca Evangelisti e Renato Zero          | Piero Pintucci e Renato Zero                                   | Renato Zero             |
| 1981 | Lungara                        | Franca Evangelisti                        | Roberto Conrado e Renato Zero                                  | Renato Zero             |
| 1981 | Notte balorda                  | Franca Evangelisti                        | Roberto Conrado, Ruggero Cini e Renato Zero                    | Renato Zero             |
| 1981 | Il jolly                       | Franca Evangelisti                        | Piero Pintucci e Renato Zero                                   | Renato Zero             |
| 1981 | L'ammucchiata                  | Franca Evangelisti                        | Roberto Conrado e Renato Zero                                  | Renato Zero             |
| 1981 | Marciapiedi                    | Franca Evangelisti                        | Stefano Patara e Renato Zero                                   | Renato Zero             |
| 1981 | Ecco noi                       | Franca Evangelisti e Renato Zero          | Roberto Conrado e Renato Zero                                  | Renato Zero             |
| 1981 | Per carità                     | Franca Evangelisti e Renato Zero          | Roberto Conrado e Renato Zero                                  | Renato Zero             |
| 1981 | Gente                          | Franca Evangelisti e Renato Zero          | Roberto Conrado e Renato Zero                                  | Renato Zero             |
| 1981 | Mr. Uomo                       | Franca Evangelisti                        | Dario Baldan Bembo                                             | Farida                  |
| 1982 | Piper Club                     | Franca Evangelisti e Renato Zero          | Luciano Ciccaglioni e Renato Zero                              | Renato Zero             |
| 1982 | La facciata                    | Franca Evangelisti                        | Roberto Conrado e Renato Zero                                  | Renato Zero             |
| 1982 | Contagio                       | Franca Evangelisti e Renato Zero          | Roberto Conrado e Renato Zero                                  | Renato Zero             |
| 1982 | Ci tira la vita                | Franca Evangelisti e Renato Zero          | Roberto Conrado e Renato Zero                                  | Renato Zero             |
| 1983 | Navigare                       | Franca Evangelisti e Renato Zero          | Dario Baldan Bembo e Renato Zero                               | Renato Zero             |
| 1987 | Pigramente signora             | Franca Evangelisti                        | Dan Fogelberg                                                  | Patty Pravo             |
| 1989 | Non finisce così               | Franca Evangelisti e Marco Patrignani     | Laurex                                                         | Riccardo Fogli          |
| 1989 | Oh mama'                       | Franca Evangelisti                        | Jimmy Fontana                                                  | Casafontana             |
| 1989 | Formalità'                     | Franca Evangelisti                        | Fabio Massimo Cantini                                          | Mia Martini             |
| 1989 | Il canto di Esmeralda          | Franca Evangelisti                        | Roberto Conrado e Renato Zero                                  | Renato Zero             |
| 1989 | I nuovi santi                  | Franca Evangelisti e Renato Zero          | Roberto Conrado e Renato Zero                                  | Renato Zero             |
| 1989 | Il grande mare                 | Franca Evangelisti e Renato Zero          | Stefano Senesi e Renato Zero                                   | Renato Zero             |
| 1993 | Figli della guerra             | Franca Evangelisti                        | Dario Baldan Bembo e Renato Zero                               | Renato Zero             |
| 1994 | Nel fondo di un amore          | Franca Evangelisti                        | Renato Zero e Laurenti Alberto                                 | Renato Zero             |
| 1996 | Sottovoce                      | Franca Evangelisti                        | Stefano Borzi e Sandro Mattoccia                               | Olivia                  |

## Discografia parziale

### Singoli
- 1959 - Come il mare/Questi sono gli uomini (Dischi Royal, QC A 1066)
- 1964 - L'estate che verrà/Mille mille grazie (Vis Radio, VLMQN 056265)
- 1966 - Il nido/Eppure è facile (Edizioni Paoline, SR 45.77)